# Liste du patrimoine immobilier classé de Châtelet
Cette page regroupe l'ensemble du patrimoine immobilier classé de la ville belge de Châtelet.
| Objet | Année de construction / Architecte | Adresse               | Section communale | Coordonnées                      | Numéro d’inventaire | Illustration               |
| --- | ---------------------------------- | --------------------- | ----------------- | -------------------------------- | ------------------- | -------------------------- |
| Chapelle Saint-Roch | 1634                               | Place Saint-Roch      | Châtelet          | 50° 24′ 01″ nord, 4° 31′ 49″ est | 52012-CLT-0001-01   | Chapelle Saint-Roch        |
| Maison (façade et toiture) |                                    | Place E. Wilson no 13 | Châtelineau       | 50° 24′ 55″ nord, 4° 31′ 07″ est | 52012-CLT-0004-01   | Maison (façade et toiture) |
| Parties du château Pirmez sis 3-5, Grand-Rue à savoir : la toiture, les façades, les menuiseries (châssis et volet), en excluant la chapelle du XIXe siècle, et toutes les composantes architecturales et décoratives de la rotonde, lesquelles constituent un ensemble (M). Établissement d'une zone de protection (ZP). |                                    | Grand-Rue 3-5         | Châtelet          | 50° 24′ 12″ nord, 4° 31′ 37″ est | 52012-CLT-0005-01   | château Pirmez             |